# Теорема об изменении кинетического момента системы
Теорема об изменении кинетического момента системы (теорема об изменении момента импульса системы) — одна из общих теорем динамики, является следствием законов Ньютона. Связывает изменение кинетического момента с моментом внешних сил, действующих на тела, составляющие систему. В качестве системы, о которой идёт речь в теореме, может выступать любая механическая система, состоящая из любых тел.

## Формулировка теоремы
Кинетическим моментом (моментом импульса) механической системы называют величину, равную сумме кинетических моментов (моментов импульса) всех тел, входящих в систему относительно центра приведения. Главный момент внешних сил, действующих на тела системы, — это векторная сумма моментов всех внешних сил, действующих на тела системы относительно центра приведения.
Теорема об изменении кинетического момента системы утверждает:

Производная по времени от кинетического момента системы {\displaystyle {\vec {L}}_{0}} относительно неподвижного центра равна главному моменту внешних сил системы относительно этого центра {\displaystyle {\vec {M}}^{e}}: 
{\displaystyle {\frac {d{\vec {L}}_{0}}{dt}}={\vec {M}}^{e}}.
Теорема допускает обобщение на случай неинерциальных систем отсчёта. В этом случае к главному моменту внешних сил необходимо добавить главные моменты переносных и кориолисовых сил инерции.
Для твёрдого тела уравнение {\displaystyle {\frac {d{\vec {L}}_{0}}{dt}}={\vec {M}}^{e}} выражает основной закон динамики твёрдого тела, вращающегося вокруг неподвижной точки.
В проекциях на оси неподвижной прямоугольной декартовой системы координат с началом в полюсе O закон изменения момента импульса имеет вид: {\displaystyle {\frac {dL_{x}}{dt}}=M_{x}^{e},{\frac {dL_{y}}{dt}}=M_{y}^{e},{\frac {dL_{z}}{dt}}=M_{z}^{e}}. Здесь {\displaystyle L_{x},L_{y},L_{z},M_{x}^{e},M_{y}^{e},M_{z}^{e}} - моменты импульса системы и главные моменты внешних сил относительно соответствующих осей координат.
Уравнение динамики твёрдого тела, вращающегося вокруг неподвижной точки {\displaystyle O}, в жёстко связанной с телом подвижной системе координат, начало которой находится в точке {\displaystyle O}, имеет вид: {\displaystyle {\frac {{\tilde {d}}{\vec {L}}}{dt}}={\vec {M}}-{\vec {\omega }}\times {\vec {L}}}. Здесь {\displaystyle L} - момент импульса тела, {\displaystyle M} - главный момент приложенных к телу внешних сил относительно точки {\displaystyle O}, {\displaystyle \omega } - угловая скорость вращения тела, {\displaystyle {\frac {{\tilde {d}}{\vec {L}}}{dt}}={\frac {dL_{x'}}{dt}}i'+{\frac {dL_{y'}}{dt}}j'+{\frac {dL_{z'}}{dt}}k'} - относительная производная по времени от вектора {\displaystyle {\vec {L}}}, {\displaystyle i',j',k'} - орты подвижной системы.
Если оси подвижной системы координат совпадают с главными осями инерции тела в точке {\displaystyle O}, то уравнения движения тела в проекциях на эти оси имеют вид:
{\displaystyle J_{1}{\dot {\omega }}_{1}+(J_{3}-J_{2})\omega _{2}\omega _{3}=M_{1}},
{\displaystyle J_{2}{\dot {\omega }}_{2}+(J_{1}-J_{3})\omega _{3}\omega _{1}=M_{2}},
{\displaystyle J_{3}{\dot {\omega }}_{3}+(J_{2}-J_{1})\omega _{1}\omega _{2}=M_{3}},
где {\displaystyle J_{1},J_{2},J_{3}} - главные моменты инерции тела в точке {\displaystyle O}, {\displaystyle \omega _{1},\omega _{2},\omega _{3}} - проекции вектора угловой скорости тела на главные оси инерции, {\displaystyle {\dot {\omega }}_{i}={\frac {d\omega _{i}}{dt}},i=1,2,3}, {\displaystyle M_{1},M_{2},M_{3}} - моменты всех внешних сил относительно тех же осей (динамические уравнения Эйлера).

## Доказательство
Пусть система состоит из {\displaystyle n} материальных точек с массами {\displaystyle m_{i}}, скоростями {\displaystyle {\vec {v}}_{i}} и радиус-векторами относительно начала координат {\displaystyle {\vec {r}}_{i}}. Кинетический момент системы относительно начала координат вычисляется по формуле: {\displaystyle {\vec {L}}_{0}=\sum _{k=1}^{n}{\vec {r}}_{k}\times m_{k}{\vec {v}}_{k}}. Найдем производную по времени от этого равенства: {\displaystyle {\frac {d{\vec {L}}_{0}}{dt}}={\frac {d}{dt}}\sum _{k=1}^{n}({\vec {r}}_{k}\times m_{k}{\vec {v}}_{k})=\sum _{k=1}^{n}{\frac {d}{dt}}({\vec {r}}_{k}\times m_{k}{\vec {v}}_{k})=\sum _{k=1}^{n}{\frac {d{\vec {r}}_{k}}{dt}}\times m_{k}{\vec {v}}_{k}+\sum _{k=1}^{n}{\vec {r}}_{k}\times {\frac {d}{dt}}(m_{k}{\vec {v}}_{k})=\sum _{k=1}^{n}{\vec {r}}_{k}\times {\frac {d}{dt}}(m_{k}{\vec {v}}_{k})}. Это вытекает из {\displaystyle {\frac {d{\vec {r}}_{k}}{dt}}\times m_{k}{\vec {v}}_{k}={\vec {v}}_{k}\times m_{k}{\vec {v}}_{k}=0}, поскольку {\displaystyle v_{k}m_{k}v_{k}\sin({\vec {v}}_{k},m_{k}{\vec {v}}_{k})=0}. Пусть к {\displaystyle k} точке системы приложены внешние {\displaystyle {\vec {F}}_{k}^{e}} и внутренние {\displaystyle {\vec {F}}_{k}^{i}} силы. Тогда из второго закона Ньютона вытекает: {\displaystyle {\vec {r}}_{k}\times {\frac {d}{dt}}(m_{k}{\vec {v}}_{k})={\vec {r}}_{k}\times {\vec {F}}_{k}^{e}+{\vec {r}}_{k}\times {\vec {F}}_{k}^{i}}. Из третьего закона Ньютона следует, что в механической системе сумма моментов внутренних сил равна нулю, так как для пары взаимодействующих точек эти силы направлены по соединяющей их прямой (это существенно), равны по модулю и противоположны по направлению. Приходим к утверждению теоремы: {\displaystyle {\frac {d{\vec {L}}_{0}}{dt}}={\vec {M}}_{0}({\vec {F}}^{e})}.

## Закон сохранения кинетического момента системы
Из теоремы об изменении кинетического момента системы следует, что если главный момент внешних сил относительно центра равен нулю, то кинетический момент системы относительно того же центра является постоянным по модулю и направлению {\displaystyle {\vec {L}}_{0}=const}.
Закон сохранения кинетического момента гласит:

Если сумма моментов всех внешних сил, действующих на систему, относительно какой-либо оси равна нулю, то кинетический момент (момент импульса) системы относительно этой оси есть величина постоянная.

## Случай системы с идеальными стационарными связями
В тех случаях, когда предметом изучения является лишь движение системы, а реакции связей не представляют интереса, пользуются формулировкой теоремы для системы с идеальными стационарными связями, которая выводится с учетом принципа Даламбера-Лагранжа. 

Теорема об изменении кинетического момента системы с идеальными стационарными связями утверждает:

Если идеальные стационарные связи допускают в каждый момент времени поворот системы как целого вокруг некоторой неподвижной оси, то производная по времени от кинетического момента системы относительно оси равна сумме моментов относительно той же оси действующих на систему внешних активных сил
Данная теорема может быть доказана так. Заменяя в общем уравнении динамики {\displaystyle \sum _{k=1}^{N}({\vec {F}}_{k}-m_{k}{\vec {w}}_{k})\delta {\vec {r}}_{k}=0} приращение {\displaystyle \delta {\vec {r}}_{k}={\vec {i}}\delta \varphi \times {\vec {r}}_{k}}, получаем:
{\displaystyle \sum _{k=1}^{N}m_{k}{\frac {d{\vec {v}}_{k}}{dt}}({\vec {i}}\times {\vec {r}}_{k})=(\sum _{k=1}^{N}{\vec {F}}_{k})({\vec {i}}\times {\vec {r}}_{k})}
Вследствие того, что скалярно-векторное произведение не меняется при циклической перестановке множителей:  
{\displaystyle {\vec {i}}\sum _{k=1}^{N}({\vec {r}}_{k}\times m_{k}{\frac {d{\vec {v}}_{k}}{dt}})={\vec {i}}\sum _{k=1}^{N}({\vec {r}}_{k}\times {\vec {F}}_{k})}
или
{\displaystyle {\vec {i}}{\frac {d}{dt}}\sum _{k=1}^{N}({\vec {r}}_{k}\times m_{k}{\vec {v}}_{k})={\vec {i}}\sum _{k=1}^{N}({\vec {r}}_{k}\times {\vec {F}}_{k}^{ae})}
или
{\displaystyle {\vec {i}}{\frac {d{\vec {L}}_{0}}{dt}}=\sum _{k=1}^{N}mom_{x}F_{x}^{ae}}
или
{\displaystyle {\frac {d}{dt}}({\vec {i}}{\vec {L}}_{0})=\sum _{k=1}^{N}mom_{x}F_{x}^{ae}}
Итоговый результат:
{\displaystyle {\frac {dL_{x}}{dt}}=\sum _{k=1}^{N}mom_{x}F_{x}^{ae}}
В формулах использованы значки {\displaystyle ^{a}} (активная, то есть не являющаяся реакцией связей, сила) и {\displaystyle ^{e}} (внешняя сила).